# Ana da Frísia Oriental
Ana da Frísia Oriental (Aurich, 26 de maio ou 26 de junho de 1562 — Amt Neuhaus, 21 ou 27 de abril de 1621) foi uma nobre alemã. Ela foi eleitora do Palatinado pelo seu primeiro casamento com Luís VI, Eleitor Palatino, e marquesa de Baden-Durlach pelo seu segundo casamento com Ernesto Frederico de Baden-Durlach. Também teve um terceiro e último marido, o futuro duque Júlio Henrique de Saxe-Lauemburgo.

## Família
Ana foi a segunda filha e criança nascida do conde Edzardo II da Frísia Oriental e da princesa Catarina Vasa da Suécia.
Os seus avós paternos foram Eno II da Frísia Oriental e Ana de Oldemburgo. Os seus avós maternos foram o rei Gustavo I da Suécia e sua segunda esposa, Margarida Leijonhufvud.
Ana teve uma irmã mais velha, Margarida, e nove irmãos mais novos: Eno III da Frísia Oriental, João, conde de Rietberg, Maria, esposa do duque Júlio Henrique de Brunsvique-Denneberg, etc.

## Biografia
No dia 2 de julho ou 12 de agosto de 1583, aos 21 anos, Ana se casou com o eleitor Luís VI, filho de Frederico III, Eleitor Palatino e de Maria de Brandemburgo-Kulmbach, na cidade alemã de Heidelberg. A sua primeira esposa, Isabel de Hesse, tinha morrido em 1582. Porém, o casamento foi breve e não gerou filhos, pois Luís faleceu em 22 de outubro do mesmo ano.
Algum tempo depois, em 17 de novembro de 1585 ou em 21 de dezembro de 1585, ela se casou com Ernesto Frederico, em Durlach. Ele era filho do marquês Carlos II de Baden-Durlach e de Ana do Palatinado-Veldenz. Eles ficaram casados até a morte do marquês em 1604.
Por fim, ela se casou mais uma vez com o futuro duque Júlio Henrique, filho de Francisco II de Saxe-Lauemburgo e de Maria de Brunsvique-Lunebergo, em 7 de março de 1617, em Graben-Neudorf ou em Grabow. Ele era 24 anos mais novo do que Ana.
Apesar dos três casamentos, Ana não teve filhos. Ela faleceu em 21 ou 27 de abril de 1621, aos 58 aos de idade, em Amt Neuhaus,  que na época era parte da Boêmia. Ana foi sepultada ao lado do primeiro marido na Igreja do Espírito Santo, em Heidelberg, porém, seu túmulo não sobreviveu após incêndio e saques durante a Guerra de Sucessão do Palatinado.